# Boks na Igrzyskach Panamerykańskich 2007
Boks na Igrzyskach Panamerykańskich 2007, odbywał się w dniach 20–28 lipca w hali Riocentro w Rio de Janeiro. W tabeli medalowej zwyciężyli Kubańczycy.

## Medaliści
| Kat. wagowa                  |                                 |                                       |                                                                  |
| Waga papierowa (48 kg)       | Luis Yáñez · Stany Zjednoczone  | Kevin Betancourt · Wenezuela          | Winston Méndez · Dominikana · Carlos Ortíz · Portoryko           |
| Waga musza (51 kg)           | McWilliams Arroyo · Portoryko   | Juan Carlos Payano · Dominikana       | Yoandris Salinas · Kuba · Braulio Ávila · Meksyk                 |
| Waga kogucia (54 kg)         | Carlos Cuadras · Meksyk         | Claudio Marrero · Dominikana          | James Pereira · Brazylia · Clive Atwell · Gujana                 |
| Waga piórkowa (57 kg)        | Idel Torriente · Kuba           | Abner Cotto · Portoryko               | Davi Souza · Brazylia · Orlando Rizo · Nikaragua                 |
| Waga lekka (60 kg)           | Yordenis Ugás · Kuba            | Éverton Lopes · Brazylia              | Luis Rueda · Argentyna · José Pedraza · Portoryko                |
| Waga lekkopółśrednia (64 kg) | Karl Dargan · Stany Zjednoczone | Jonathan González · Portoryko         | Myke Carvalho · Brazylia · Inocente Fiss · Kuba                  |
| Waga półśrednia (69 kg)      | Pedro Lima · Brazylia           | Demetrius Andrade · Stany Zjednoczone | Diego Gabriel Cháves · Argentyna · Ricardo Smith · Jamajka       |
| Waga średnia (75 kg)         | Emilio Correa · Kuba            | Argenis Núñez · Dominikana            | Glaucélio Abreu · Brazylia · Carlos Góngora · Ekwador            |
| Waga półciężka (81 kg)       | Eleider Álvarez · Kolumbia      | Yusiel Nápoles · Kuba                 | Julio Castillo · Ekwador · Christopher Downs · Stany Zjednoczone |
| Waga ciężka (91 kg)          | Osmay Acosta · Kuba             | José Payares · Wenezuela              | Rafael Lima · Brazylia · Jorge Quiñonez · Ekwador                |
| Waga superciężka (>91 kg)    | Robert Alfonso · Kuba           | Óscar Rivas · Kolumbia                | Didier Bence · Kanada · Antônio Nogueira · Brazylia              |

## Tabela medalowa
| Poz.    | Państwo           |    |    |    | Łącznie |
| ------- | ----------------- | -- | -- | -- | ------- |
| 1       | Kuba              | 5  | 1  | 2  | 8       |
| 2       | Stany Zjednoczone | 2  | 1  | 1  | 4       |
| 3       | Portoryko         | 1  | 2  | 2  | 5       |
| 4       | Brazylia          | 1  | 1  | 6  | 8       |
| 5       | Kolumbia          | 1  | 1  | 0  | 2       |
| 6       | Meksyk            | 1  | 0  | 1  | 2       |
| 7       | Dominikana        | 0  | 3  | 1  | 4       |
| 8       | Wenezuela         | 0  | 2  | 0  | 2       |
| 9       | Ekwador           | 0  | 0  | 3  | 3       |
| 10      | Argentyna         | 0  | 0  | 2  | 2       |
| 11      | Gujana            | 0  | 0  | 1  | 1       |
| 11      | Nikaragua         | 0  | 0  | 1  | 1       |
| 11      | Jamajka           | 0  | 0  | 1  | 1       |
| 11      | Kanada            | 0  | 0  | 1  | 1       |
| Łącznie | Łącznie           | 11 | 11 | 22 | 44      |